# Nymphalini
Tribu
Les Nymphalini forment une tribu de lépidoptères (papillons) de la famille des Nymphalidae et de la sous-famille des Nymphalinae.

## Dénomination
Cette tribu a été décrite par l'entomologiste américain Constantine Samuel Rafinesque-Schmaltz en 1815.

## Caractéristique
Ce sont des papillons moyens à grands voire très grands, très colorés et ornementés.

## Liste des genres
- Aglais Dalman, 1816

= Inachis Hübner, [1819]
- Antanartia Rothschild & Jordan, 1903
- Araschnia Hübner, [1819]
- Colobura Billberg, 1820
- Hypanartia Hübner, [1821]
- Kaniska Moore, [1899]
- Mynes Boisduval, 1832
- Nymphalis Kluk, 1780

= Euvanessa Scudder, 1889
= Roddia Korshunov, 1995
- Polygonia Hübner, [1819]
- Pycina Doubleday, [1849]
- Smyrna Hübner, [1823]
- Symbrenthia Hübner, [1819]
- Tigridia Hübner, [1819]
- Vanessa Fabricius, 1807

= Cynthia Fabricius, 1807
Deux genres ne sont connus que sous forme fossile :
- †Jupitella Carpenter, 1985
- †Mylothrites Scudder, 1875

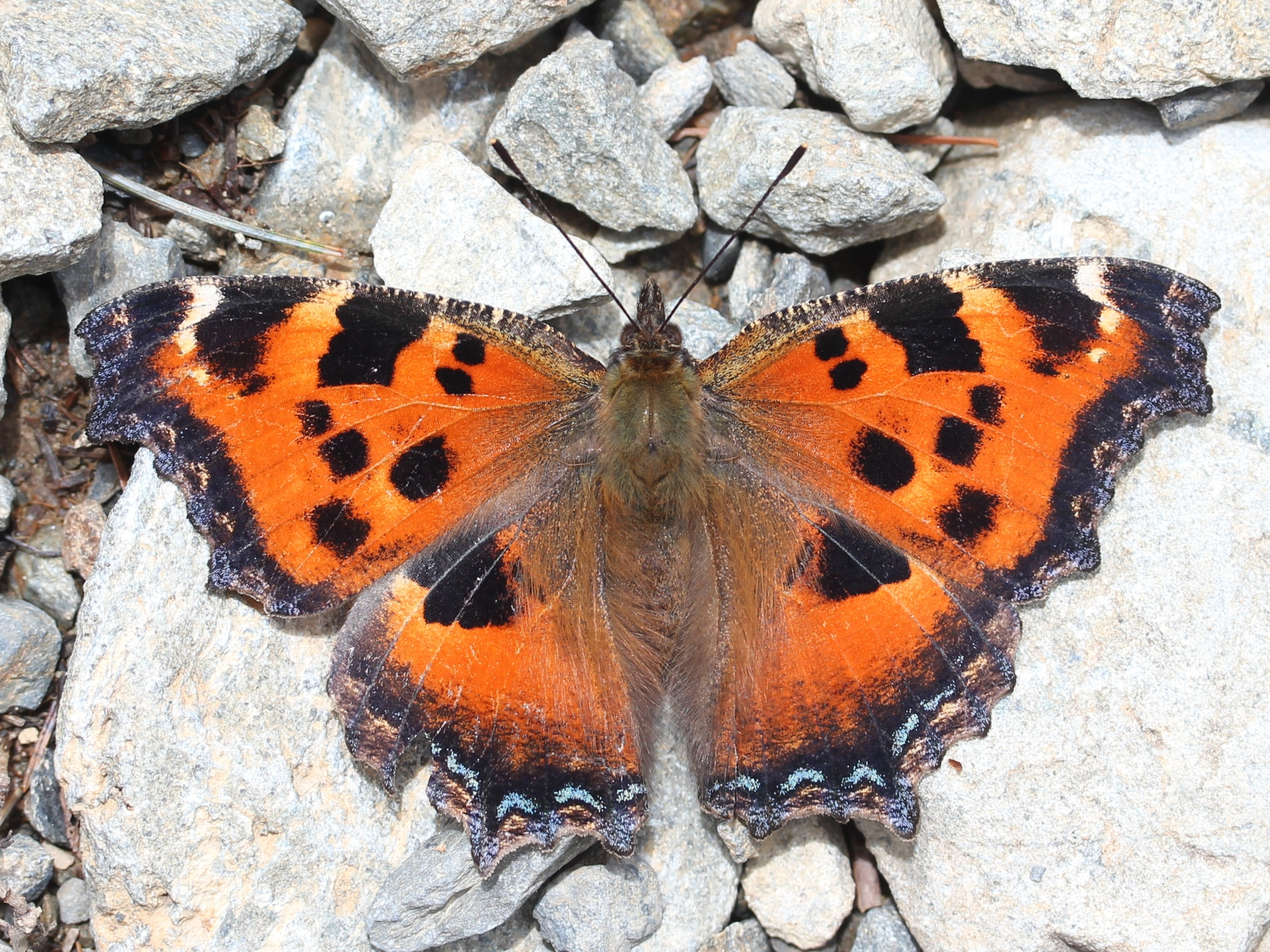
Nymphalis xanthomelas
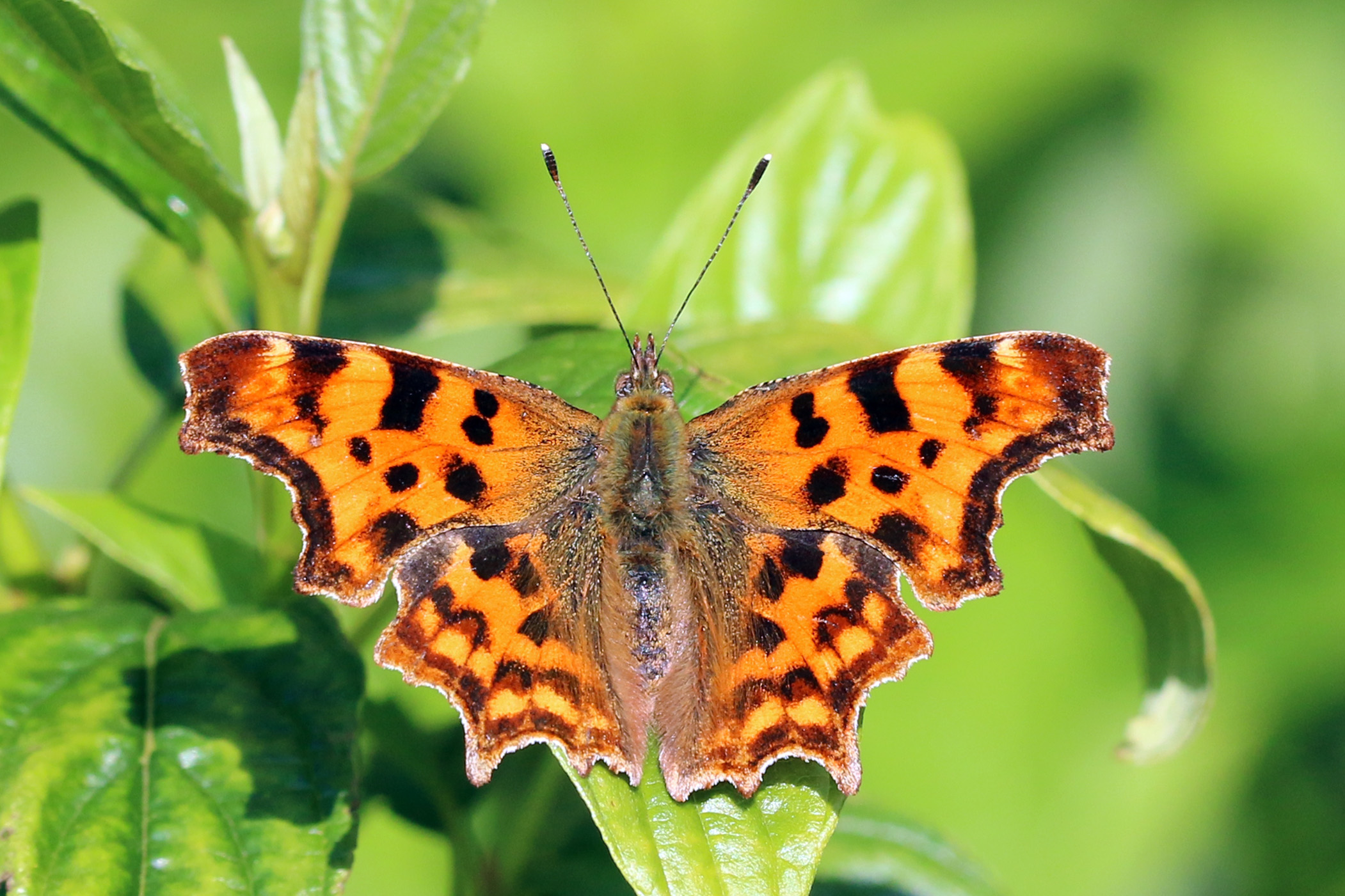
Polygonia c-album
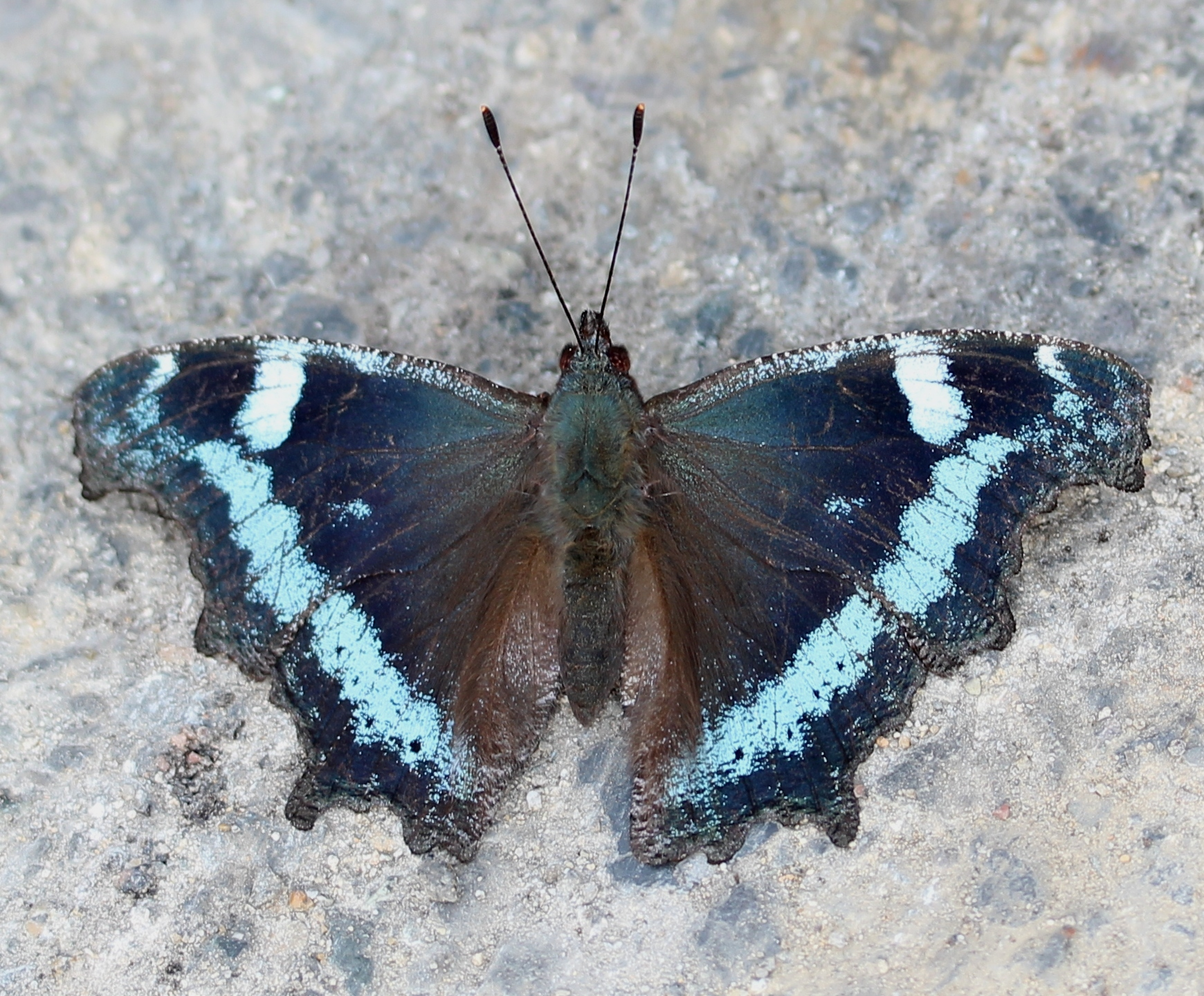
Kaniska canace
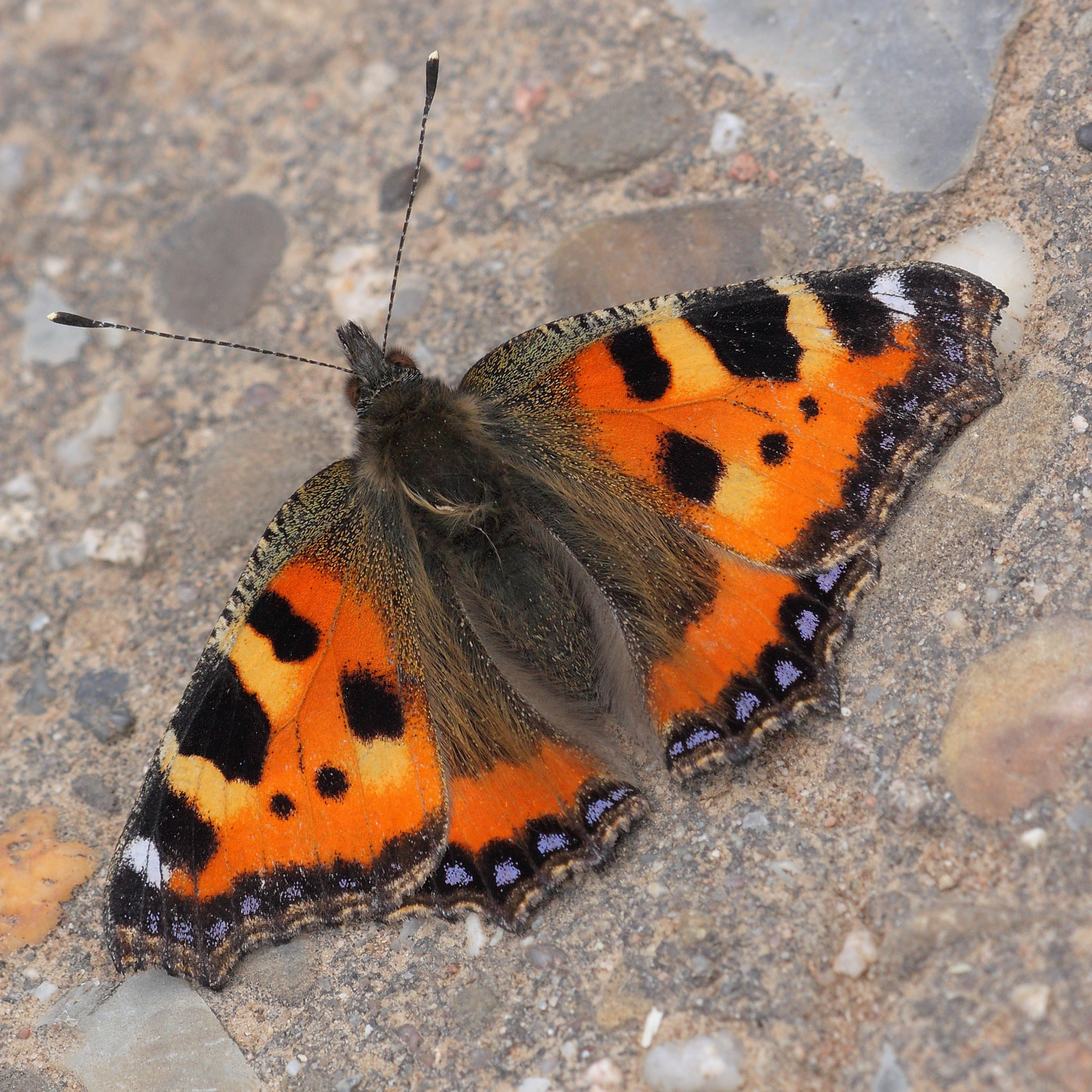
Aglais urticae
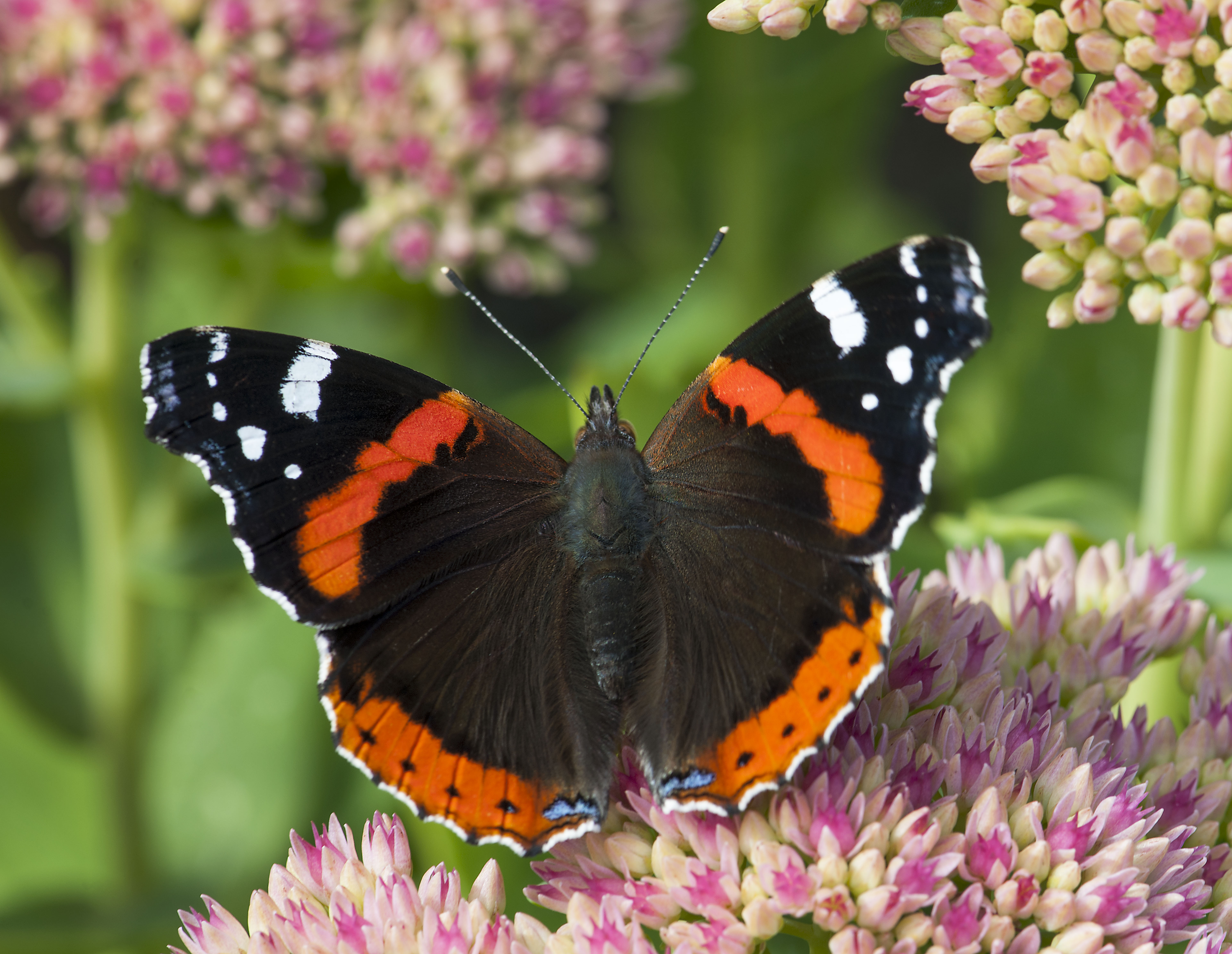
Vanessa atalanta
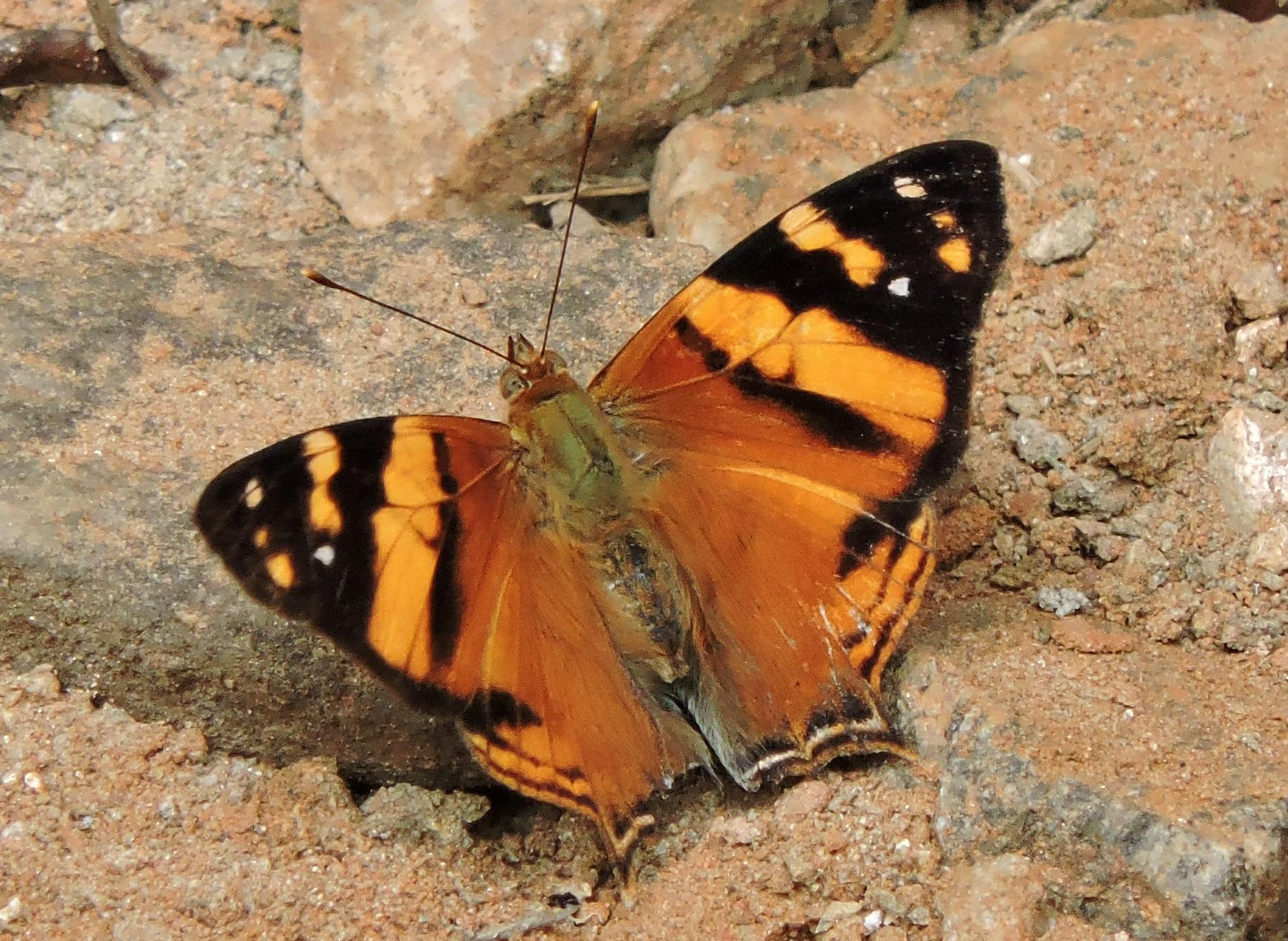
Hypanartia lethe
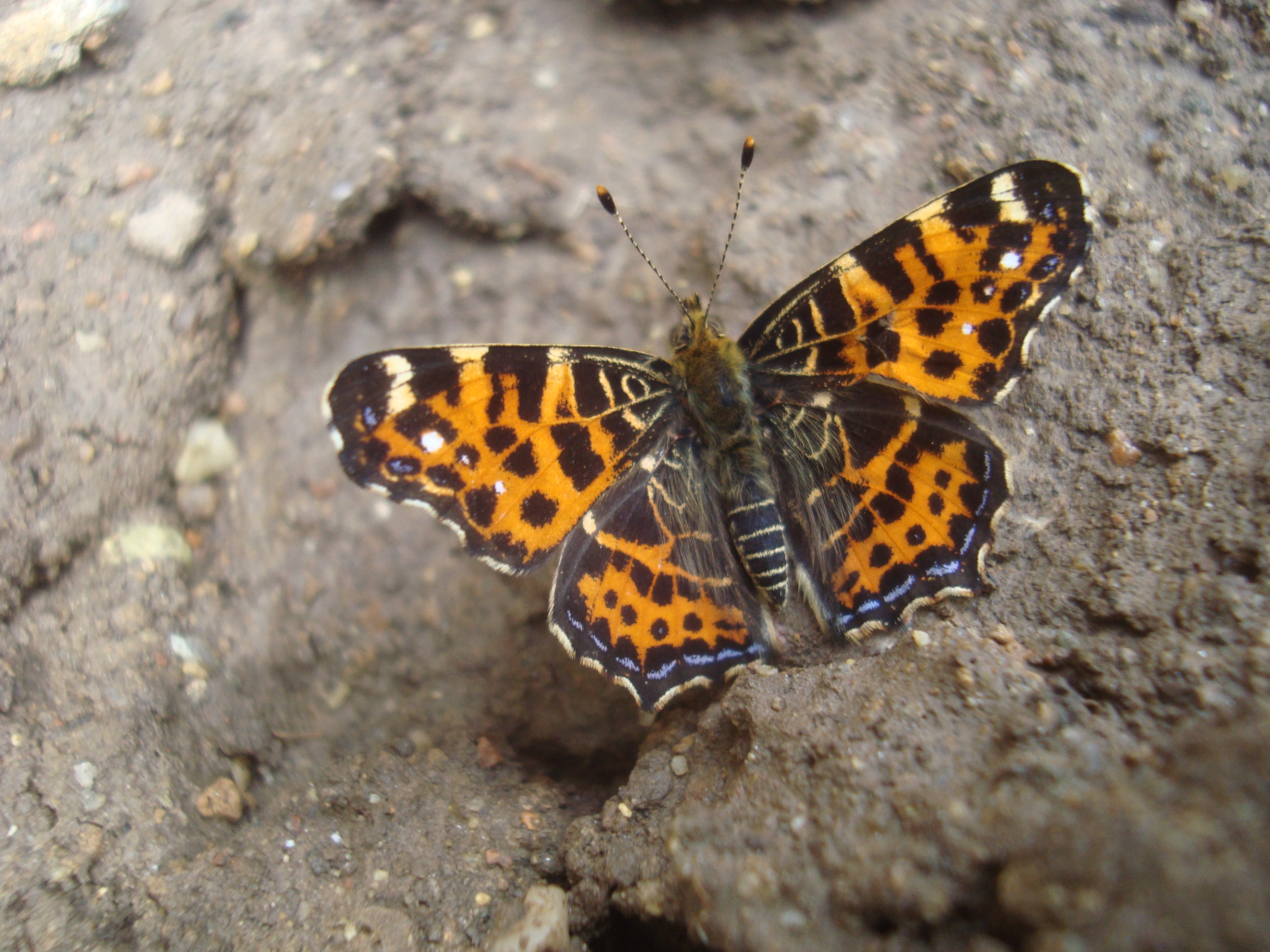
Araschnia levana
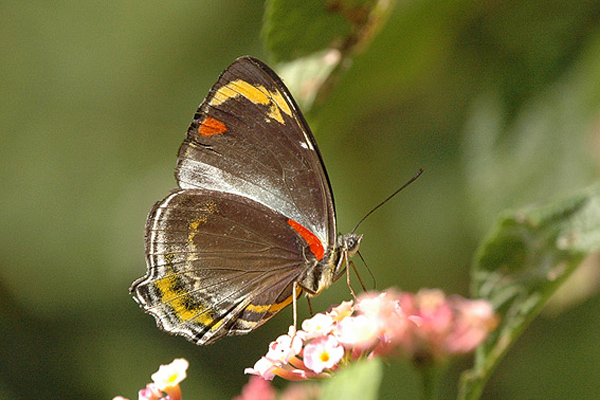
Mynes geoffroyi
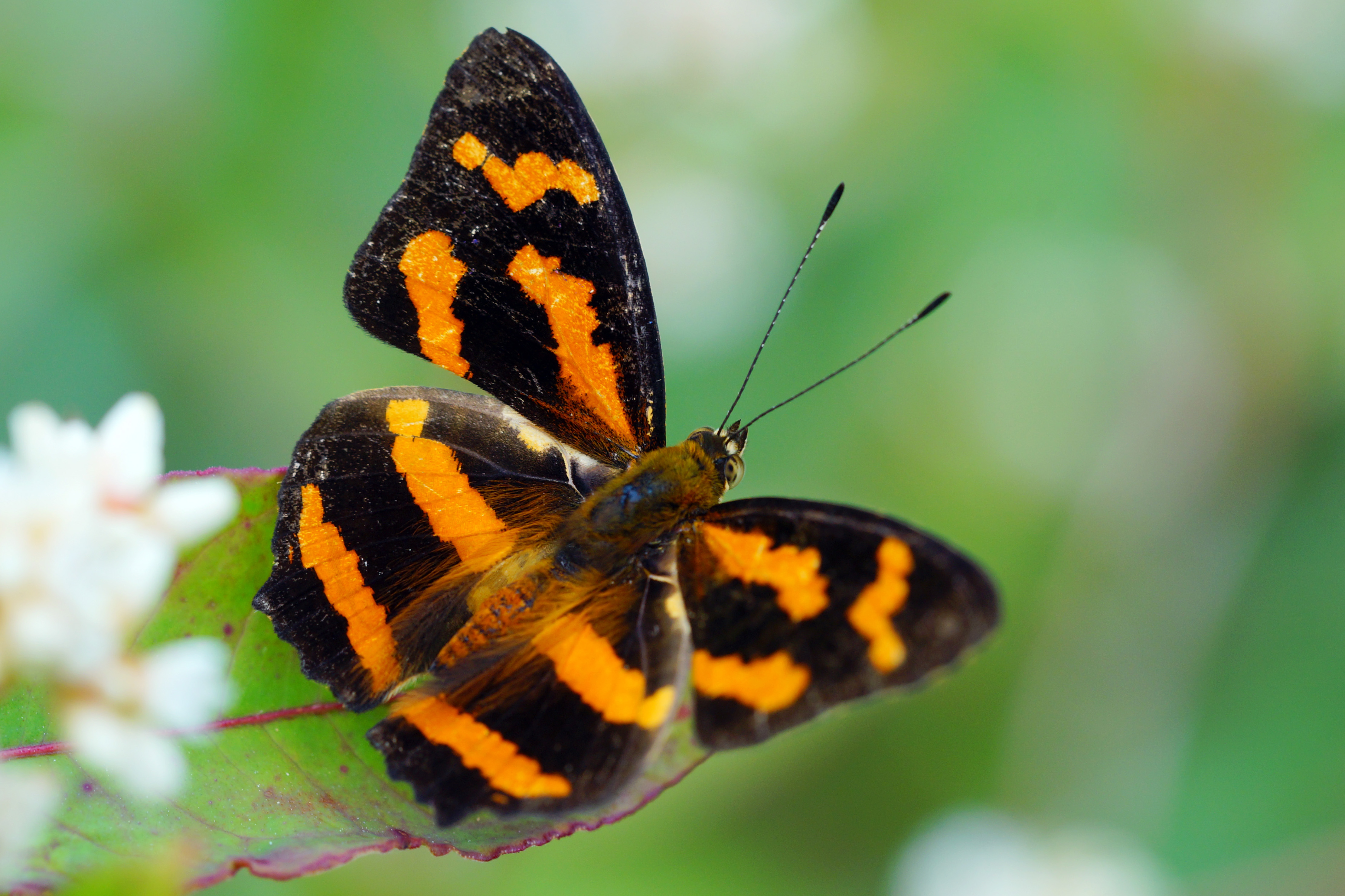
Symbrenthia hypselis
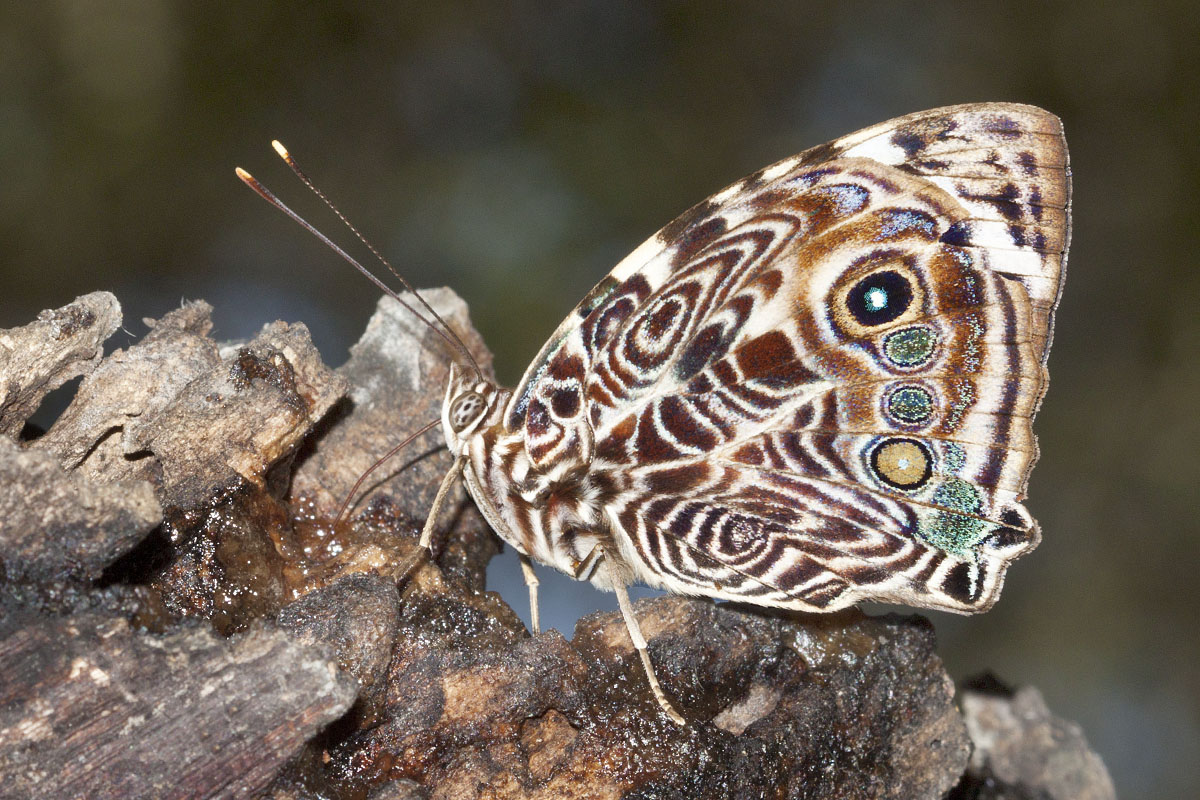
Smyrna blomfildia
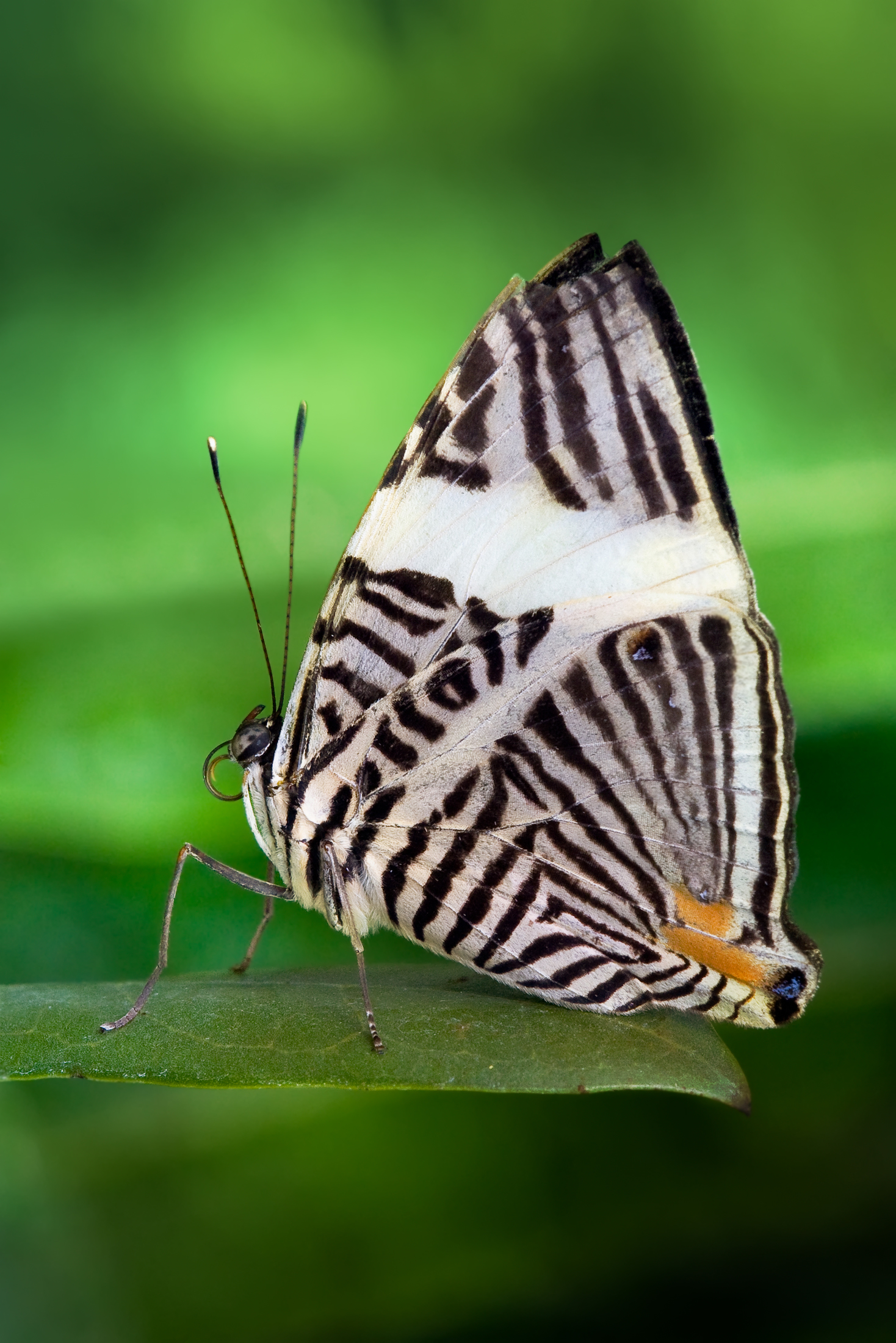
Colobura dirce
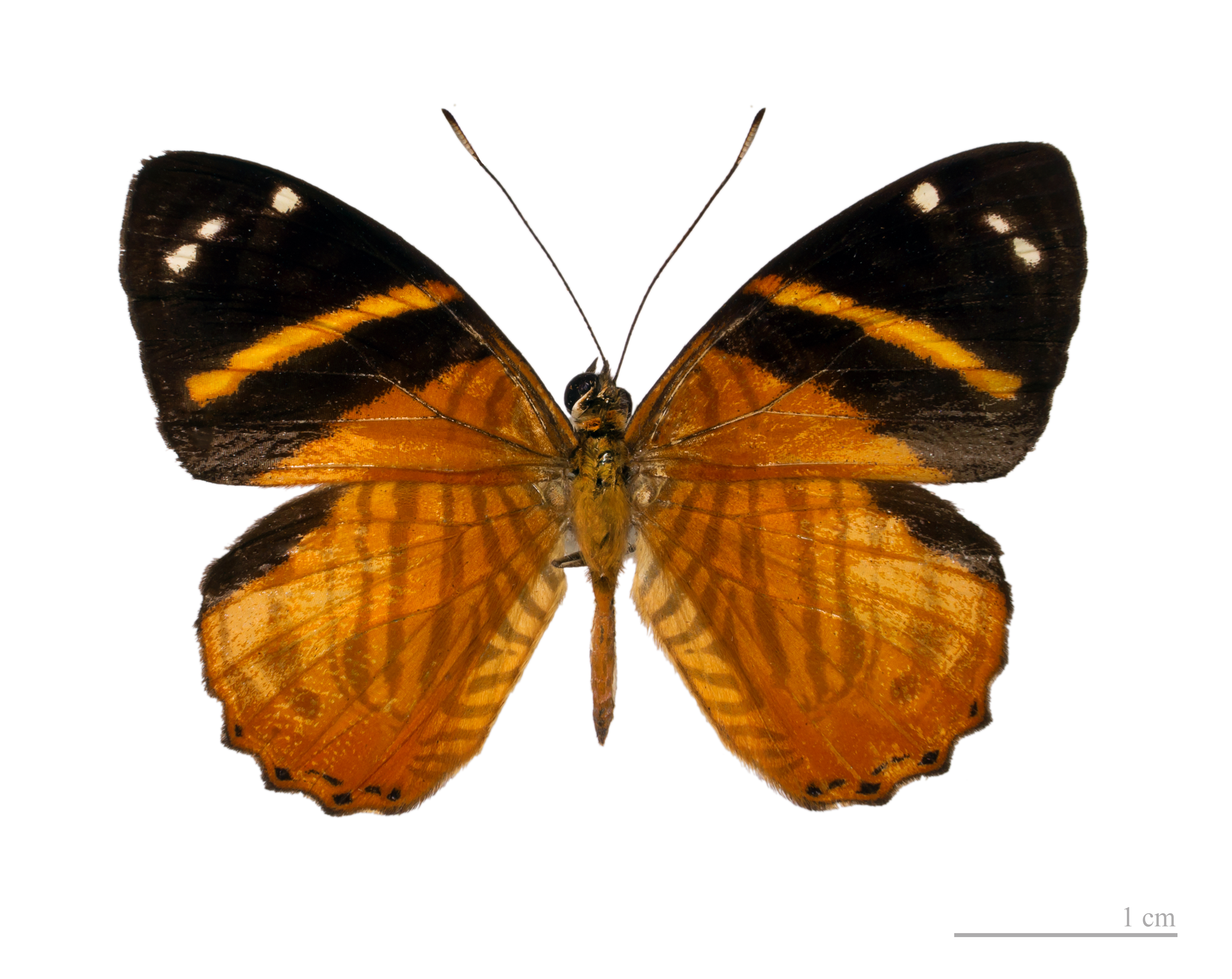
Tigridia acesta
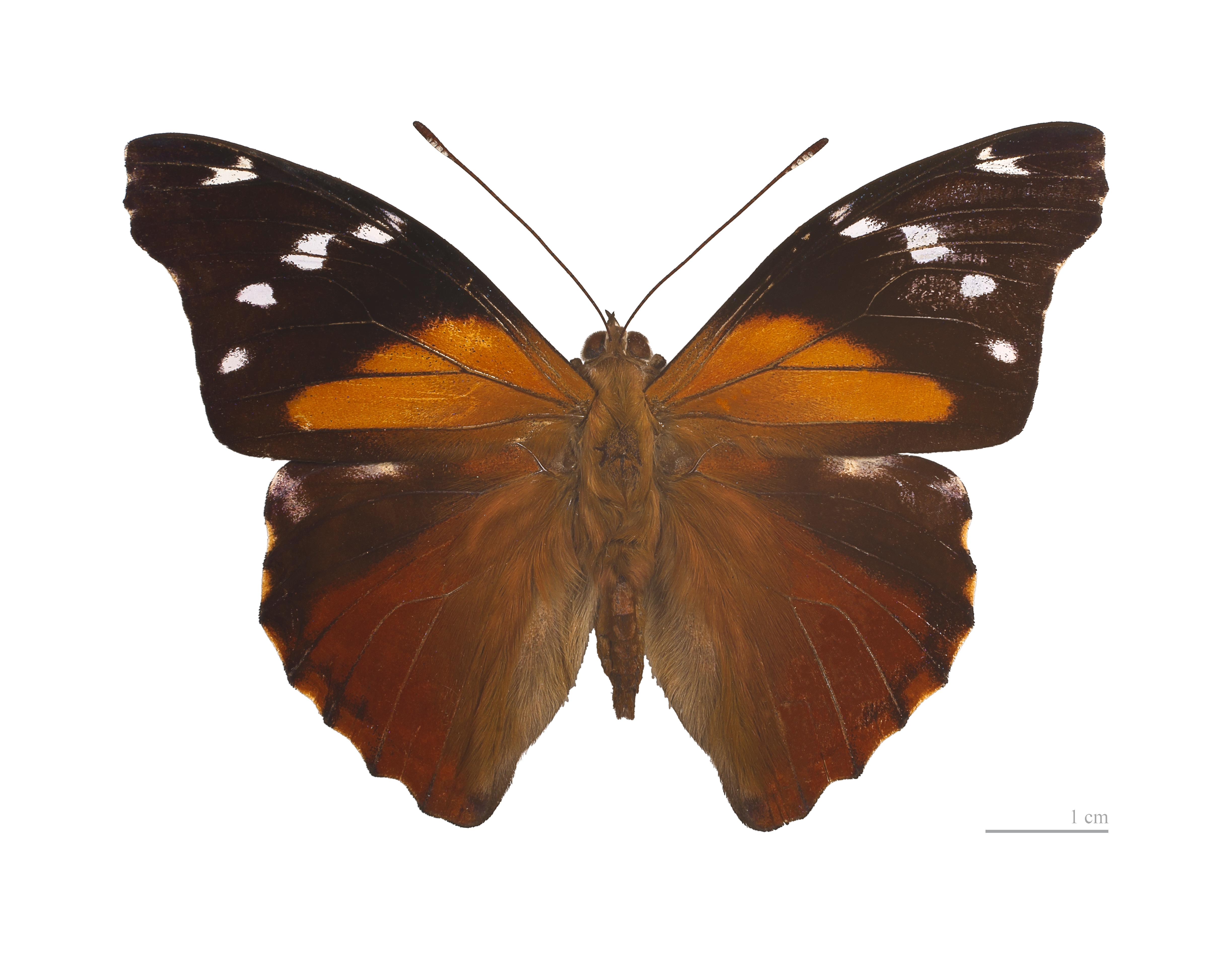
Pycina zamba